# Marché Saint-Joseph de Clermont-Ferrand
Le marché Saint-Joseph est un marché couvert situé à Clermont-Ferrand en France. Il est inscrit aux monuments historiques depuis 2002. Il a été construit entre 1891 et 1892.